# El Mirador (ciutat maia)
El Mirador és un gran assentament de la cultura maia precolombí del preclàssic mitjà i tardà (1000 aC - 250 dC) situada a la conca del Mirador, al municipi de San Andrés del departament del Petén, Guatemala. Va ser posteriorment reocupada en el període clàssic tardà i finalment abandonada al segle ix dC. El Mirador és considerat el complex de ciutats antigues del període preclàssic més important, ocupada 1.000 anys abans que la gran ciutat de Tikal. Compta amb calçades i piràmides, entre elles destaca la piràmide de La Danta, una de les més altes i voluminoses del món. S'estima que el lloc està compost per unes 800 ciutats, i a la ubicació de La Danta hi havia l'epicentre del comerç, les cerimònies religioses i la residència real dels governants. A més, la ciutat s'intercomunicava amb altres a través de 13 calçades, representant el seu poder sobre les altres ciutats maies de la regió. El Mirador posseeix camins blancs que mesuren 40 metres d'ample i entre 2 i 5 metres d'alt, formant el que els investigadors consideren el «primer sistema d'autopistes» o «supercarreteres» del món.

## Localització
El Mirador es troba a la Reserva de la Biosfera Maia, i només s'hi pot accedir amb helicòpter —en un vol de 30 minuts des de l'Aeroport Internacional Mundo Maya— o des del llogaret de Carmelita —localitzat 37 km al sud del jaciment arqueològic—, en un viatge de dos dies caminant en jornades de nou hores diàries per la selva. Aquesta reserva està ubicada a l'extrem nord de la República de Guatemala, a 90 km de l'Illa de Flores, al municipi de San Andrés, al departament del Petén.
El Mirador està ubicat a la vora de la fondalada «La Jarrilla» que va ser molt important per al desenvolupament de la ciutat des que els primers habitants la van poblar, ja que va ser utilitzada com a recurs de captació d'aigua pluvial i drenatge major. La fondalada de «La Jarrilla» també va ser una font per a l'extracció d'argiles per construir d'estructures i per elaborar la terrisseria. A l'àrea també hi ha pantans, petits llacs i llacunes, i elevacions d'uns 100 m d'alçada de mitjana formada per carbonats, roques clàstiques, carbonats antigènics i anhidrites precipitades. El relleu del terreny consisteix en terres baixes extenses o fondalades amb pendents i sòls relativament ben drenats.

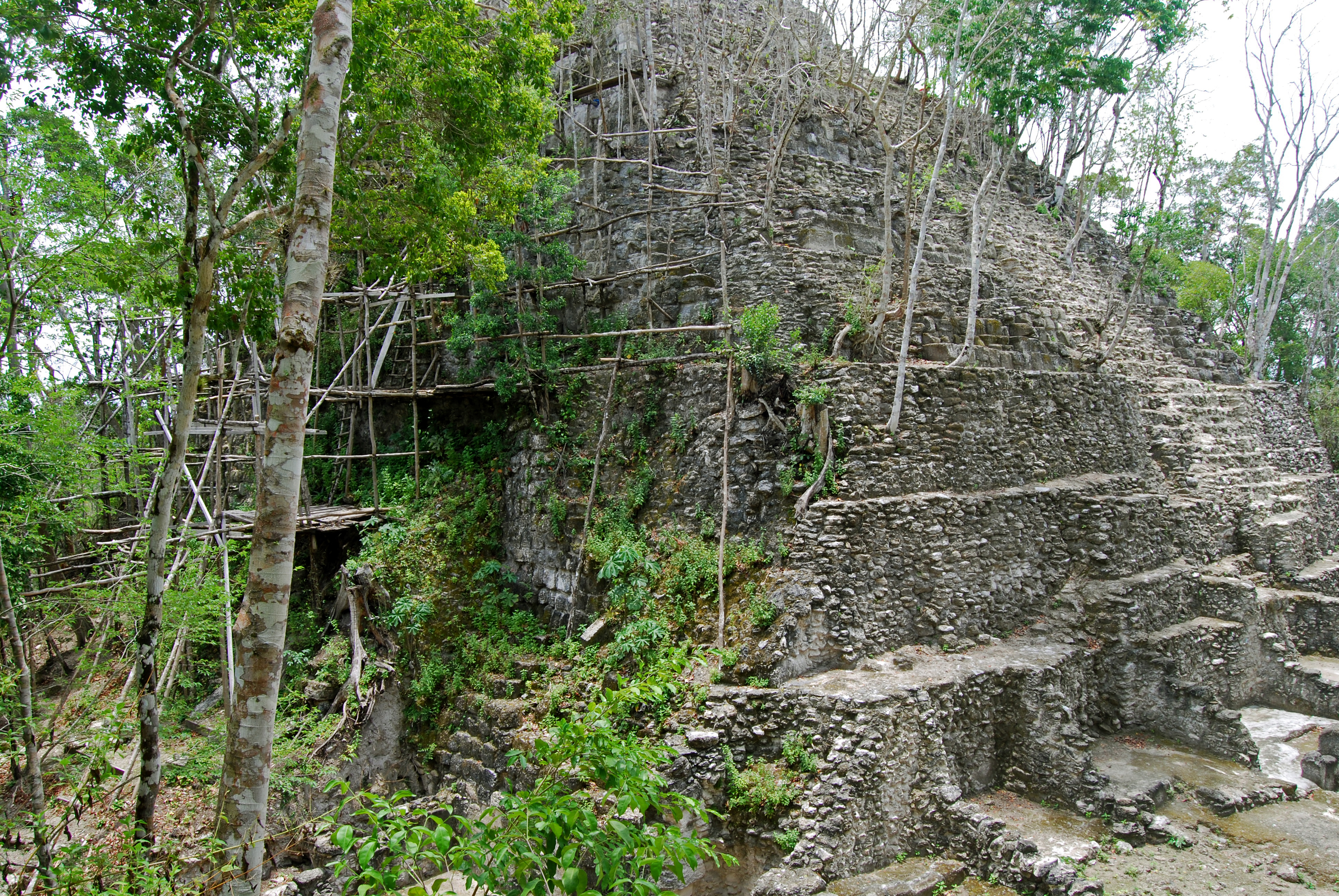
.

### Altres llocs importants a l'àrea
Des de Carmelita a El Mirador, es visiten nou llocs Majors, entre ells El Tintal, la segona ciutat maia en grandària i també més gran que Tikal. Aquesta antiga ciutat estava connectada amb El Mirador per mitjà d'una calçada maia (sacbé) de 20 km de longitud.
El 31 de gener de 2007, va ser signat un tractat d'ajuda tècnica per al desenvolupament sostenible de l'ecoturisme i conservació arqueològica de 35 milions de dòlars entre els Governs dels Estats Units i de Guatemala, que es van destinar a la Conca de El Mirador, amb l'objectiu de crear instal·lacions bàsiques al llogaret de Carmelita i evitar el saqueig dels llocs arqueològics, incloent-hi la regió de río Azul.

## Història

### Ciutat Maia
L'apogeu d'El Mirador té lloc en paral·lel amb la formació de Tikal, durant el preclàssic, un període que només fa uns anys era poc conegut i considerat gairebé com una època en què la cultura maia era molt primitiva i sense cap capacitat de construcció. Les troballes recents en excavacions d'enterraments, i monuments datats a El Mirador, Nakbé, Cival, Tintal, San Bartolo, i altres ciutats han representat un qüestionament del que es creia dels maies del preclàssic.
Hi ha evidències que l'àrea de El Mirador va ser ocupada des del preclàssic mitjà —1000 aC—, però no va ser fins al 350 aC que va haver-hi un auge de construccions complexes. Per exemple, al sector nord, es va construir part del grup Cascabel, que comptava amb edificis de 28 m d'alçada, els més alts del preclàssic mitjà; també es troben evidències d'edificis politicoreligiosos, pistes de joc de pilota, calçades i monuments als grups Cascabel, Monos i Sacalero.
El Mirador va començar a créixer, i algunes de les construccions del preclàssic mitjà van quedar soterrades a sota de noves edificacions més complexes que seguien un ordre ideològic i arquitectònic ben definit. Durant el preclàssic tardà la societat del lloc va arribar a la seva esplendor i la seva influència es va estendre als llocs propers; a aquesta època l'han anomenada «Era de la Monumentalitat», i el complex de la Danta n'és el millor exemple. Tots els edificis de l'època, incloent-hi els més petits, van tenir escultures arquitectòniques amb mascarons representant éssers divins a les seves façanes.
No obstant això, la ciutat va ser abandonada durant segles, com ho evidencia l'esfondrament dels nivells superiors que van col·lapsar i durant set segles d'erosió van acabar cobrint els mascarons, escalinates i murs amb capes de runa de fins a 4 m de gruix; els arqueòlegs consideren que la ciutat va col·lapsar i no va ser simplement abandonada, ja que no hi va haver construccions, reparacions ni manteniment durant més de set-cents anys. No va ser fins al clàssic tardà i clàssic final que la ciutat va ser reocupada, però només per una quantitat modesta de gent van viure enmig de les ruïnes preclàssiques.

Heus aquí la cronologia d'ocupació del lloc, d'acord amb el que ha presentat l'arqueòloga Laura Velásquez Fergusson de la Universitat de San Carlos de Guatemala per als complexos ceràmics trobats pels arqueòlegs al jacimient:
| Complex ceràmic        | Període           | Anys            |
| ---------------------- | ----------------- | --------------- |
| Monos                  | Preclàssic mitjà  | 800-300 aC      |
| Cascabel               | Preclàssic tardà  | 300 aC - 200 dC |
| Subcomplex Paixbancito | Protoclàssic      | 200-300 dC      |
| Acròpolis              | Clàssic primerenc | 300-600 dC      |
| Lac Ná                 | Clàssic tardà     | 600-800 dC      |
| Post-Lac Ná            | Clàssic final     | 800-900 dC      |

#### Complex ceràmic Monos (800 aC - 300 aC)
Durant el període del complex ceràmic Monos, es va desenvolupar plenament la ciutat de Nakbé, amb l'ocupació més antiga per al 800 aC. Aleshores ja existia una diferenciació de l'estatus social evident en la ceràmica fina recuperada en certs sectors, incrustacions en dents i importació de productes exòtics com petxines. Ara bé, la mostra ceràmica d'aquest complex és molt pobre i prové de dipòsits mixtos majoritàriament, per la qual cosa se suggereix que hi va haver una petita ocupació en el lloc durant aquest període.

#### Complex ceràmic Cascabel (300 aC - 200 dC)
Durant el complex ceràmic Cascabel es van construir els edificis més grans de Nakbé —les Estructures 1, 13, 27 i 59— i en general es produeix un gran desplegament de construccions i producció artesanal a la Conca de El Mirador. De fet, es tracta d'un període d'auge per a aquesta ciutat que fa que passi a ocupar el lloc prominent que fins llavors tenia Nakbe. El preclàssic tardà va ser el període d'ocupació general i de major activitat constructiva, a més d'una gran densitat poblacional. L'auge de la ciutat va ocórrer entre 300 aC i 150 dC, convertint-la en el centre maia més gran d'aquesta època. A partir de 150 dC la construcció va cessar i l'ocupació de l'àrea va començar a disminuir gradualment fins a arribar al clàssic tardà. El Mirador va entrar en decadència i van començar a destacar altres llocs com Tikal i Calakmul.
L'aspecte més destacable de la cultura material desenvolupada durant aquest període és l'arquitectura, caracteritzada per unes edificacions voluminoses o monumentals, nombrosos grups de patró triàdic, estructures residencials al voltant de places, plataformes cerimonials, l'ús d'estuc per recobrir els edificis, els mascarons adossats a les façanes dels territoris i una construcció de calçades que connecten grups.
La construcció dels edificis preclàssics a El Mirador com l'estructura 34, consistia a utilitzar pedres de cornisa llargues i bisellades, murs de maçoneria alts, murs pintats d'estuc vermell, plataformes de sustentació i basaments en forma de T, finestres petites per a ventilació a la part inferior dels murs, cambres contínues  unides per passadissos estrets, escales curtes i mascarons modelats en estuc flanquejant les escales centrals dels edificis. Els monuments de pedra consisteixen en esteles llises i tallades, i tot i que són escassos, la seva importància rau en el fet que alguns presenten elements iconogràfics primerencs. A tot el jaciment s'han localitzat unes vint esteles tallades, completes o fragmentàries. Aquestes presenten talla a banda i banda, la iconografia dels quals s'assembla molt a la dels monuments del jaciment de Kaminaljuyú, datats de finals del preclàssic. Probablement, algunes de les esteles van ser utilitzades per construir plataformes.

#### Subcomplex ceràmic Paixbancito (200 - 300 dC)
Correspon amb el període anomenat preclàssic final, o protoclàssic. En el cas de la Conca de El Mirador, se l'ha definit com un complex ceràmic comprès entre 75-25 aC i 420 dC. Diversos modes introduïts en aquest període, es consideren precursors de la ceràmica del clàssic primerenc. S'ha trobat material d'aquest període principalment a la part superior de l'estructura 204 del complex Cascabel, que els arqueòlegs han associat amb esdeveniments relacionats amb rituals de terminació, on la crema de murs, de pisos, la perforació de pisos per mitjà de dipòsits intrusius, són les característiques que defineixen els últims dies de l'edifici també han aparegut al complex «La Pava» i al complex «Tigre» el que es coneix com a pous cerimonials.
Durant el Paixbancito, a la conca de El Mirador va minvar l'activitat i també la població, assumint probablement un nou ordre social i polític que començava a establir-se al voltant de Tikal i Calakmul.

#### Complex ceràmic Acròpolis (300-600 dC)
A la Gran Acròpolis, la morfologia dels edificis, la mida i la configuració de les places superiors manifesta un predomini de l'ocupació del preclàssic tardà i clàssic primerenc. Al pati del conjunt triàdic del complex Tigre s'ha recuperat ceràmica associada a remodelacions. La configuració de la Plaça C segueix el model arquitectònic d'aquest lapse —Pla de Plaça 2, que consisteix en un petit adoratori al costat est del pati i amb llargues plataformes domèstiques ben construïdes al voltant dels altres costats—. A més, també es creu que es van efectuar remodelacions entre el protoclàssic i clàssic primerenc al complex Pava segons la ceràmica de les excavacions; aquest és el mateix cas que a l'estructura 204, complex Cascabel.
Al jaciment perifèric de «La Muerta», a 3 km al sud del complex Tigre, es troben construccions d'aquest període: l'estructura A2 al grup «Laberinto», de funció funerària, amb murs en talús i mascarons flanquejant escales sortides i el Monument 1, que posseeix personatges antropomorfs. Va haver-hi un considerable descens demogràfic en el lloc de El Mirador, durant el període clàssic primerenc unit amb l'ocupació de determinats grups arquitectònics principalment cap a l'oest del lloc.

#### Complex Ceràmic Lac Ná (600-800 dC)
En aquest període El Mirador va ser reocupat, encara que ja no va ressorgir a l'escenari polític i econòmic com a l'època del preclàssic tardà, durant la qual la ciutat hauria exercit un considerable control de la regió. L'evidència d'aquesta reocupació són els estils arquitectònics, les tècniques constructives, el patró d'assentament i les grans concentracions de ceràmica trobats principalment a l'est del complex de La Danta i al nord del complex Cascabel.
En moltes de les construccions es va reutilitzar el material dels edificis preclàssics, es van adossar construccions als edificis originals i en alguns casos es van destruir els edificis per construir-ne d'altres, canviant la seva funció de cerimonial a residencial; les característiques dels edificis clàssic tardà a El Mirador són:
- estructures rectangulars amb volta
- plataformes balustrades més petites
- estructures rodones ubicades als patis o fora del grup residencial[14]

A diferència d'altres ciutats a l'àrea maia, durant aquest període, a El Mirador no es va desenvolupar l'arquitectura monumental ni l'art escultòric. Al final d'aquest període es va produir el col·lapse final del lloc.

### Jaciment arqueològic
«La més gran i alta suporta set monticles, dels quals la més alta arriba no menys de 20 m a dalt de la gran piràmide».  

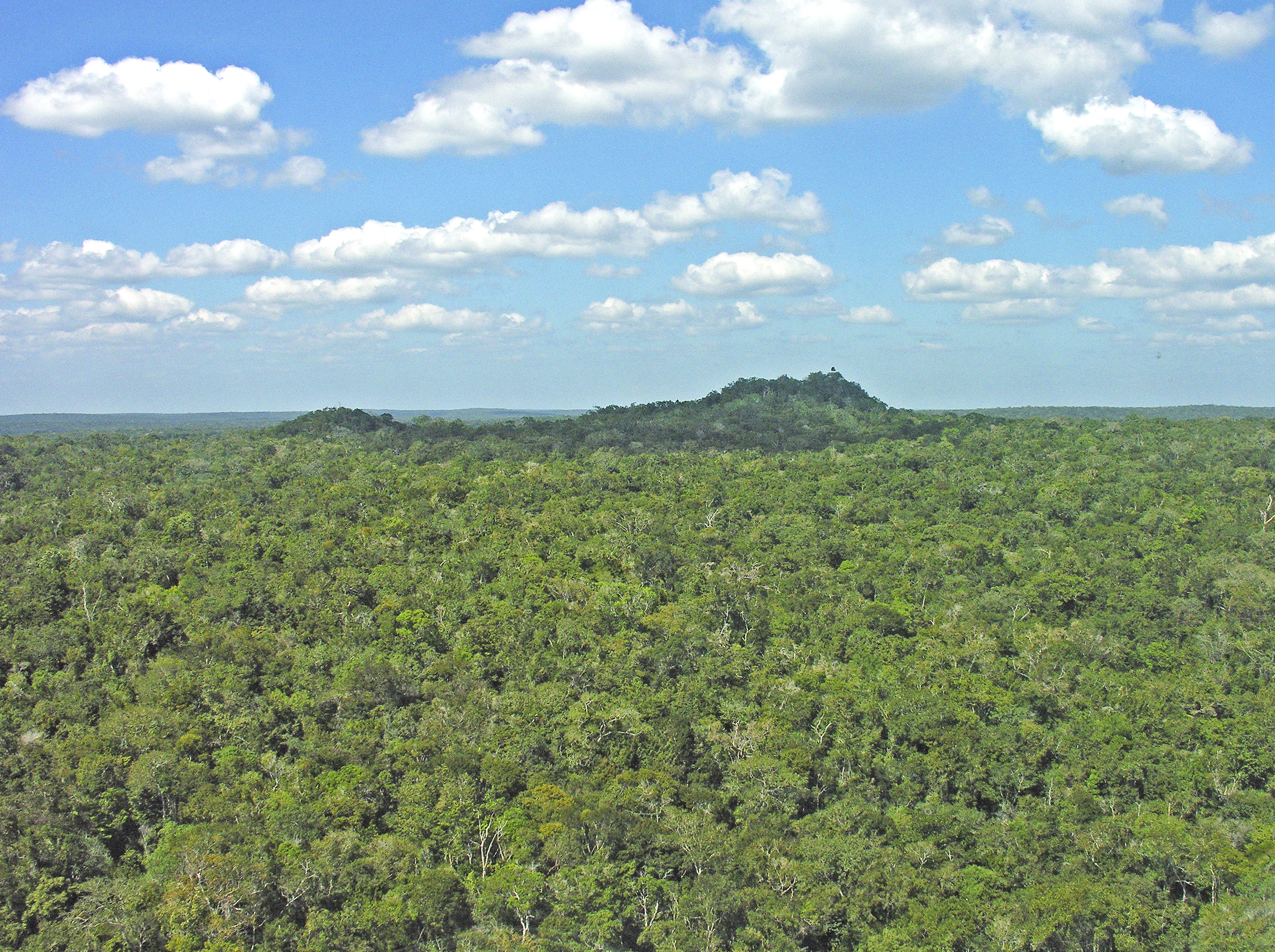
Vista del Complex La Danta de El Mirador el 2007; el monticle de l'esquerra és La Pava, i el de la dreta La Danta. Fotografia de Dennis Jarvis.

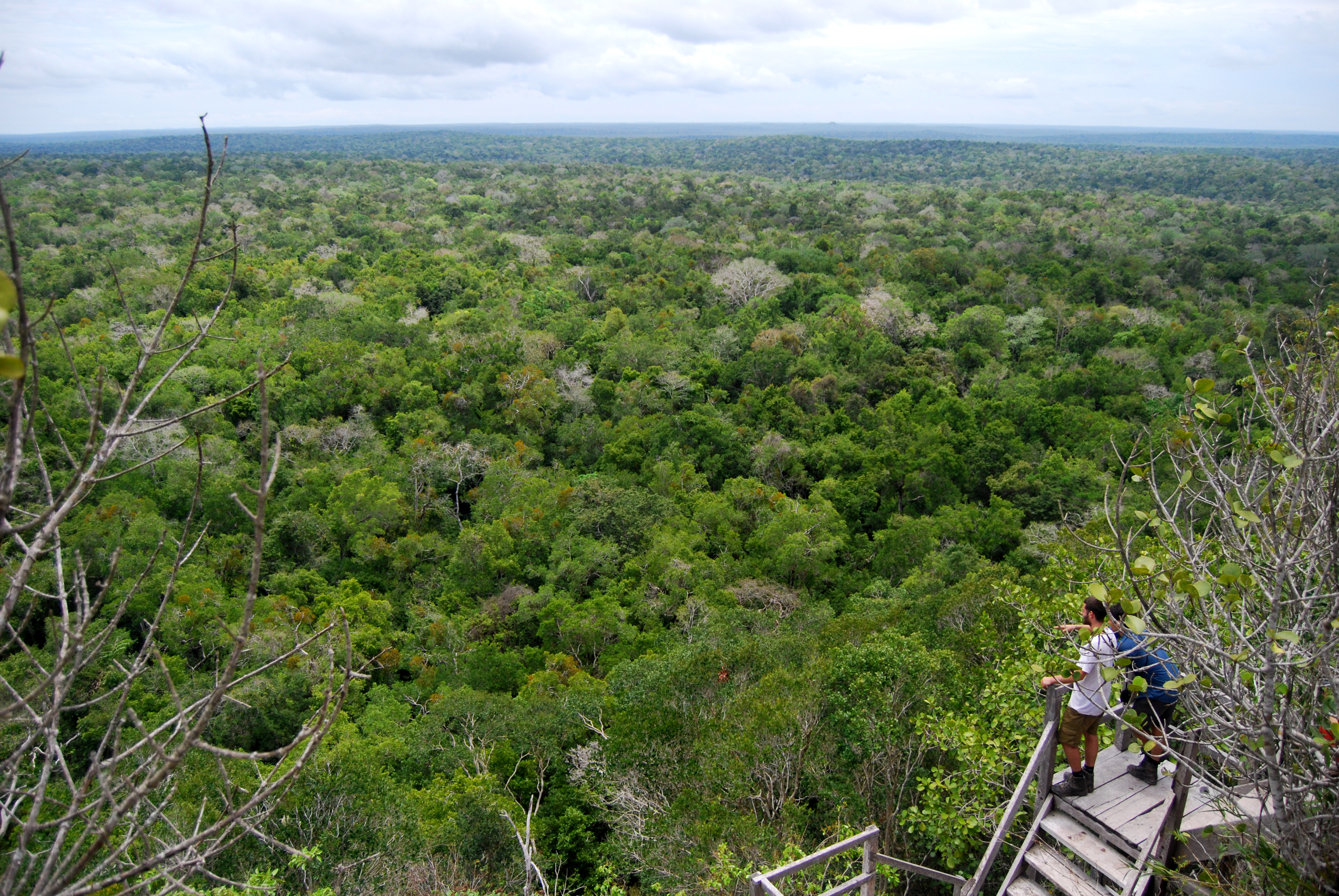
Vista des de la piràmide de La Danta, el 2010. Fotografia de Geoff Gallice.

El Mirador deu el seu nom als xiclers que van observar des del cim d'alguns edificis la vista i el paisatge de la densa selva petenera. El 1926, Frank Vans Agnew i Enrique Shufeldt —contractistes de xiclet— el van donar a conèixer, si bé les primeres notícies formals del lloc corresponen a les fotos que Percy Madeira va publicar el 1930, i que van ser seguides per una expedició el 1933 de la Institució Carnegie de Washington i John Denison Jr. els qui van estar al lloc durant unes quantes hores. Posteriorment, en 1962 l'explorador Ian Graham va elaborar el primer plànol del lloc i les primeres excavacions; en aquests estudis es va donar a conèixer l'àrea anomenada La Danta. Després, entre 1978 i 1983, un projecte de la Universitat Brigham Young i la Universitat Catòlica d'Amèrica denominat «Projecte Arqueològic Mirador» i dirigit pels investigadors Ray Matheny i Bruce Dahlin va realitzar les primeres excavacions intensives del lloc, aconseguint comprovar per mitjà de datacions absolutes l'antiguitat del jaciment. Conjuntament, un projecte de la Universitat Harvard dirigit pels famosos arqueòleg Arthur Demarest i Robert Sharer van fer diversos sondejos al grup Est i al nord del complex Tigre, recuperant diversos exemplars de ceràmica dels períodes preclàssic mitjà fins al clàssic tardà i col·locant pous de sondeig.
Les investigacions es van aturar quan els estudiosos es van enfocar en altres parts de la Conca de El Mirador però el 2003 el Dr. Richard D. Hansen i Edgar Suyuc Ley van iniciar novament estudis a gran escala.

#### Descobriment d'una escena aquàtica
Relleu estucat descobert a El Mirador el 2009 i possiblement mostrant als herois bessons Hunahpú i Ixbalanqué (a baix).
Durant investigacions realitzades a la ciutat de El Mirador, un equip d'arqueòlegs dirigits per Hansen va descobrir una paret estucada amb relleu al costat d'un canal que estava destinada a canalitzar l'aigua de pluja a través de l'àrea administrativa de la ciutat; en efecte, cada sostre i plaça a la ciutat estaven dissenyats per dirigir l'aigua de pluja als centres de recaptació. La paret estucada mostra dos personatges que semblen estar nedant a l'aigua, possiblement com a representants o assistents del déu de la pluja.
No obstant això, la mateixa escena també ha estat interpretada com una de les representacions més antigues de les creences de la creació que es troben al Popol Vuh. L'escultura, que data d'aproximadament l'any 200 aC, mostraria als mítics herois bessons Hunahpú i Ixbalanqué, nedant a l'inframon (Xibalbà) per recuperar el cap decapitat del seu pare. L'escultura data del mateix període que alguns dels treballs més antics relacionats amb el Popol Vuh: els murals a San Bartolo i l'estela de Nakbe, dues ciutats properes.
El sistema de col·lecció d'aigua hauria estat una de les causes per les quals El Mirador s'hauria convertit en el primer poderós regne maia, donant origen així a una rica ideologia que possiblement girava al voltant del que es descriu al Popol Vuh. Els arqueòlegs van instal·lar una coberta de clima controlat sobre l'àrea acabada de descobrir per evitar que l'estructura es danyés.

## Descripció del lloc

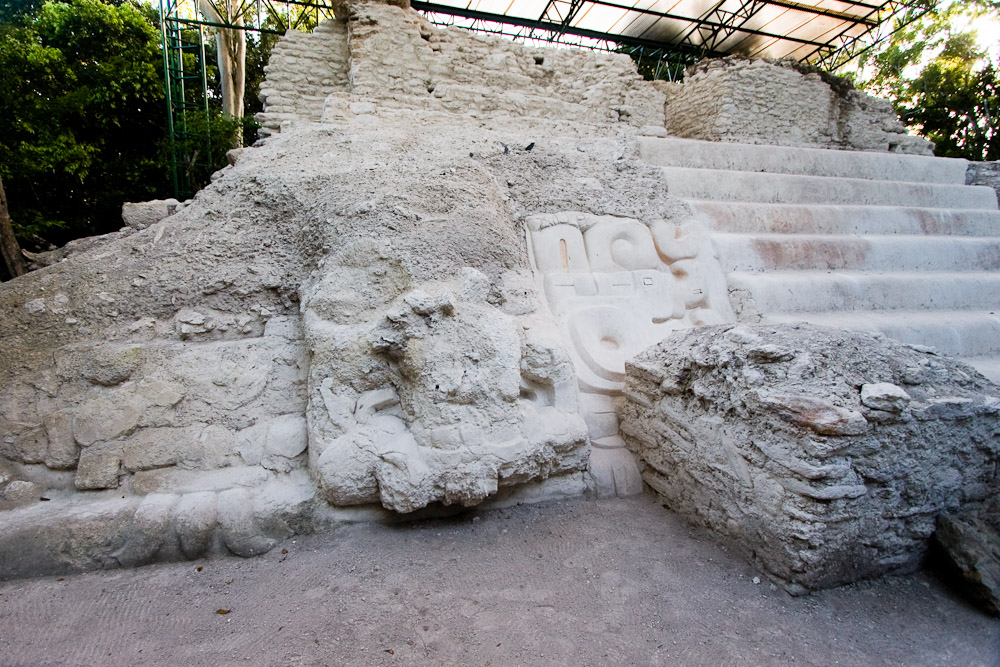
Estructura 34: Temple de l'Urpa del Jaguar, El Mirador.

El lloc compta amb una sèrie d'estructures triàdiques (al voltant de 35 estructures), que consisteixen en una plataforma artificial que suporta tres piràmides o una piràmide i dues estructures menors situades en angle recte respecte a la piràmide central, formant entre si una mena de plaça. Les més notables d'aquestes estructures són les anomenades «El Tigre» i «La Danta». La Piràmide de El Tigre, de 55 m d'alçada, és la segona més alta del lloc. En aquest lloc la National Geographic Society, va filmar el 2005 el documental Dawn of the Maya ('L'alba dels maies'). Un estudi recent dut a terme per l'arqueòleg guatemalenc Carlos Morales-Aguilar, de la Universitat de París I Panteó-Sorbona va comprovar que la ciutat de El Mirador va ser planificada des del seu inici, i alhora es van trobar nombroses alineacions entre diversos edificis, molts dels quals van servir com a punts d'observació astronòmica. Aquests estudis han registrat fenòmens interessants relacionats amb la translació del sol i la lluna a certes èpoques de l'any.

### El sector oriental de la ciutat

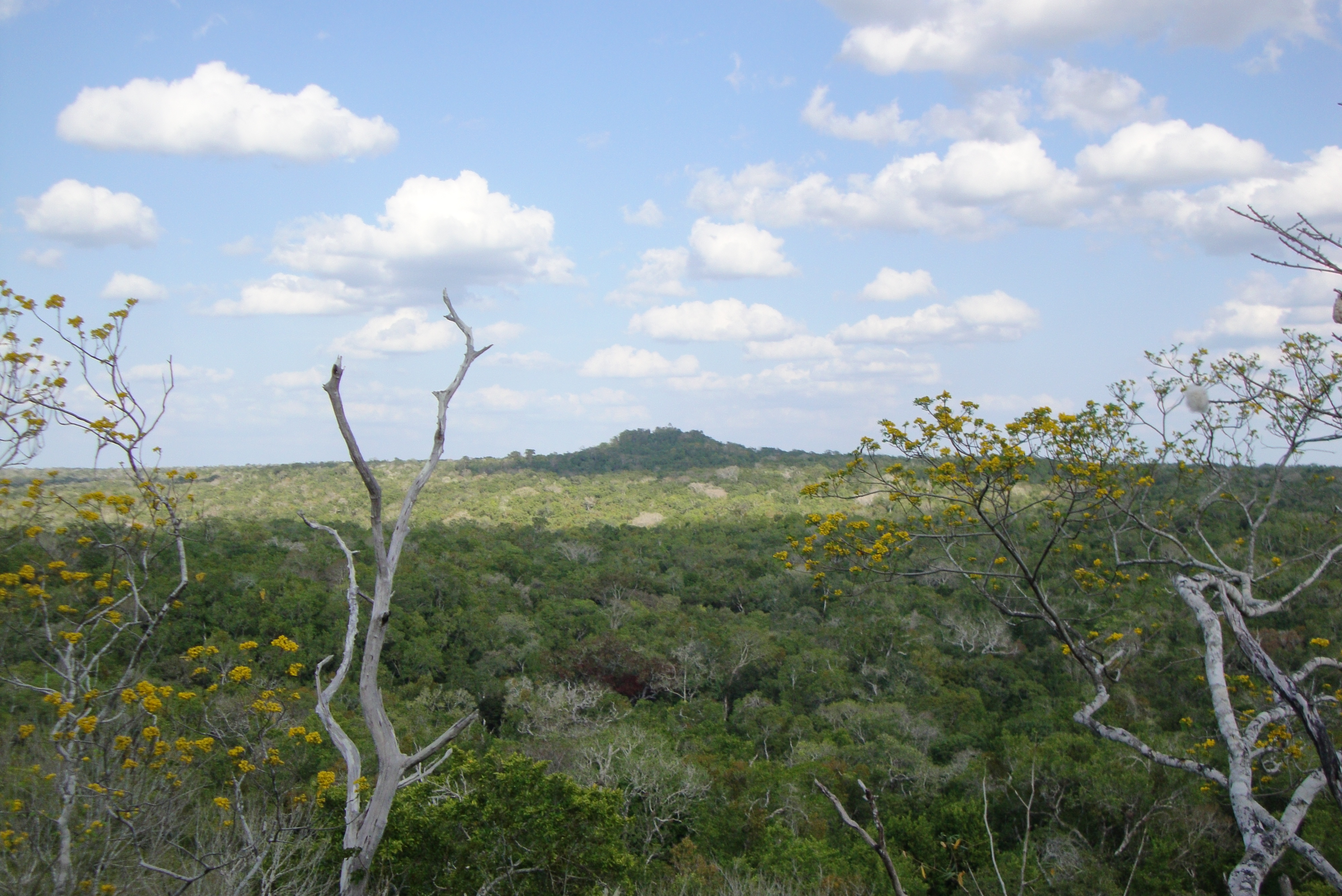
Vista del Complex La Danta el 2010.

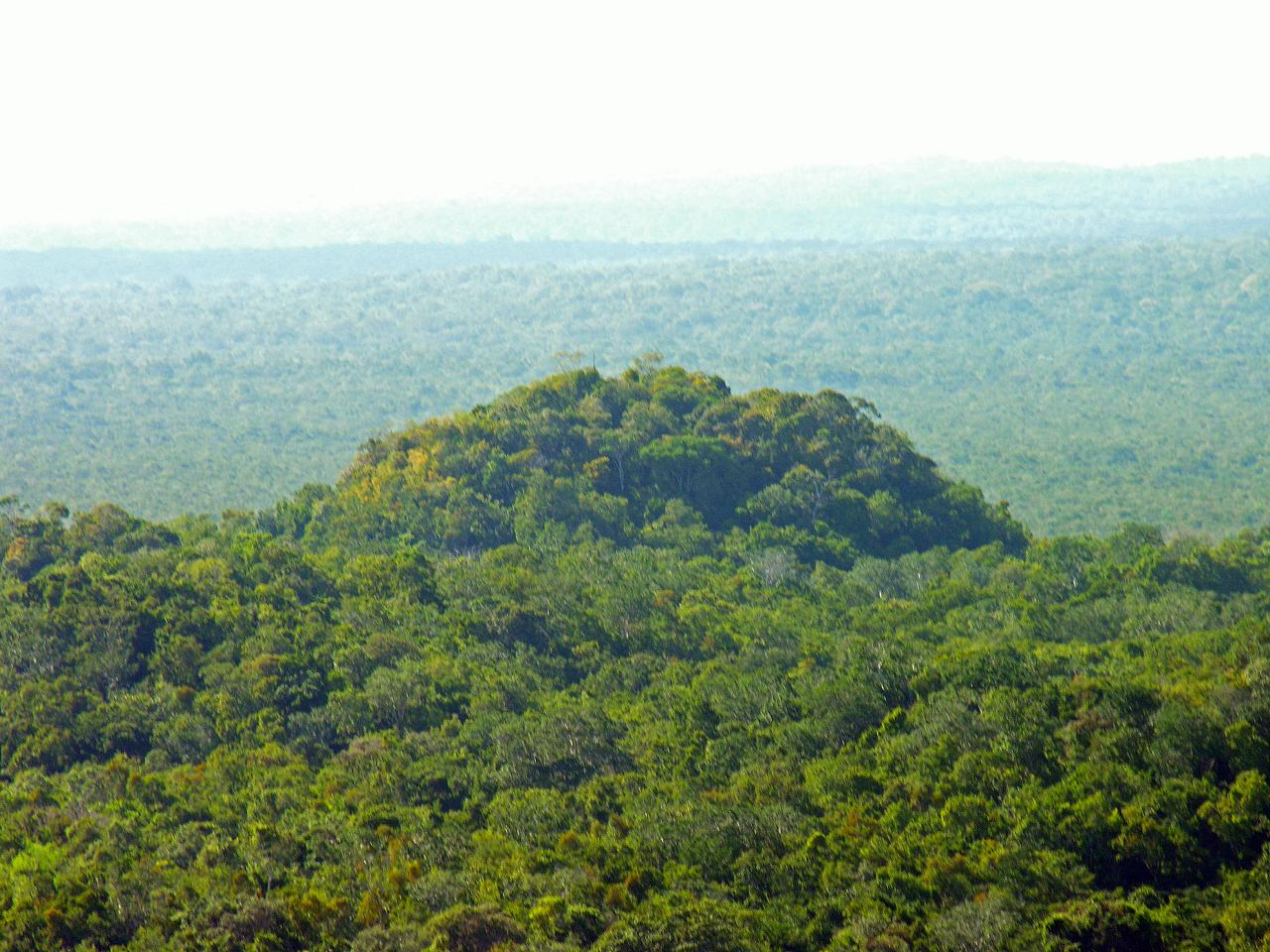
Vista aèria de l'edifici principal de l'Estructura 4D3-1 de la Piràmide El Tigre.

A la secció oriental hi ha el Complex La Danta que, més enllà del seu immens volum, és una de les piràmides més altes d'Amèrica, només darrere de la piràmide de Toniná de 74 metres d'alçada i per sobre de l'estructura IV de Tikal (70 m d'alçada). Pel que fa a volum, té 2.800.000 m³, dos-cents mil més que la Gran Piràmide de Keops a Egipte. El complex consta d'una acròpolis triàdica sobre tres plataformes d'anivellament escalonada i data del període preclàssic tardà. El complex és tan gran, que els investigadors han considerat que podria haver estat una petita ciutat propera a El Mirador, en comptes de ser-ne tan sols una piràmide. El monument consta d'una estructura principal que és la part més alta de El Mirador, situat damunt de la tercera plataforma; l'ús de les estructures triàdiques estava relacionat amb amplis llocs cerimonials. La façana principal de l'edifici mira cap a l'oest, tot i que el complex s'orienta cap a l'est, a més consta de mascarons a les façanes principals de tots els edificis. L'estil utilitzat per a aquesta construcció massiva no es va repetir en cap de les ciutats maies dels períodes posteriors que s'han descobert fins al moment.
El Complex de La Danta és una de les obres d'arquitectura més representatives del món maia preclàssic a causa de la seva majestuositat estilística i artística, la seva antiguitat, i les dimensions que va aconseguir i que segurament va requerir molt de temps i mà d'obra, quantitats industrials de primeres matèries, per a murs, pisos, reblerts, policromia, etc. Les estructures a les tres plataformes es poden agrupar així:
- Primera plataforma: coneguda també com a «la base» va ser el punt d'accés al públic i de connexió amb la calçada Danta, que la comunicava amb El Mirador; sobre ella es localitzen els grups «La Pava», «Lagartija» i «Tolok», així com dos canals i un reservori.[23] Va ser construïda de capes de sascab i té 330 m de llarg en la direcció nord-sud[21] i 280 m d'ample en la direcció est-oest fins a perdre's amb el terreny natural.[23] En ella es troben l'edifici conegut com a «grup de commemoració astronòmica», un palau i una piràmide triàdica denominada «La Pava».[21] En aquesta plataforma, que té una altura de 12 m i una desviació de 13°30′ respecte al Nord real,[23] convergien diverses calçades majors que comunicaven a l'estructura amb la Gran Acròpolis Central, i amb Nakbé.[21] L'escalinata central de la primera plataforma té almenys 10 m d'amplada i set esglaons que condueixen al grup per set esglaons que condueixen cap al grup La Pava.[23]
- Segona plataforma: consisteix en una àmplia estructura on hi ha nombrosos edificis petits que tenen d'un a dos metres d'alçada, els quals, d'acord amb els investigadors, haurien estat construïts al període clàssic tardà, set segles després que La Danta i El Mirador haguessin estat abandonats.[24] Tot i el mal estat de conservació, es va determinar que l'escalinata estava en posició remesa a la façana i que alguna vegada va tenir mascarons.[24]
- Tercera plataforma: suporta el grup triàdic més important del complex, identificat com a estructura 2A8-2, i que és la piràmide principal del grup; aquesta estructura té 25 m d'alçada des de la tercera plataforma i està orientada cap a l'oest, formant l'eix est-oest del Mirador juntament amb la piràmide de El Tigre. El lloc arqueològic mostra murs exposats als costats sud i nord que tenen evidència que alguna vegada hi va haver mascarons als costats de l'escalinata.[25] L'edifici superior va comptar amb una cambra amb sostre de maçoneria i hi ha evidència que hi havia parets verticals amb cornises i sostres, però aquest es van esfondrar; és sobre la base d'aquests descobriments que es van fer a l'estructura que els arqueòlegs estimen que el complex va aconseguir una altura total des de la primera plataforma de 76 m.[25]

### El sector central-oest

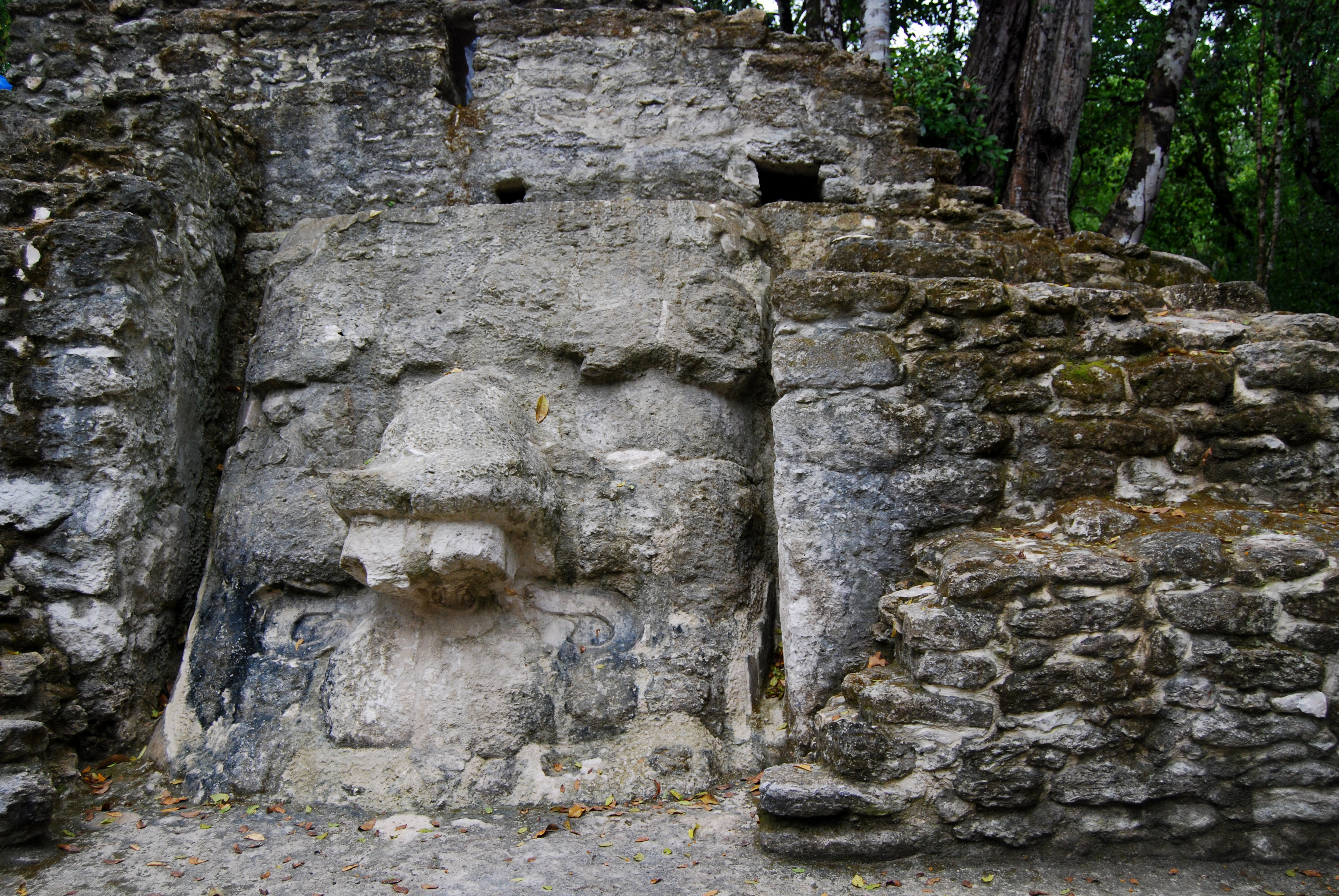
Detall d'un mascaró de l'Estructura 313 de la Gran Acròpolis Central a El Mirador.

Les exploracions de 1967, 1984 i 2006 van trobar que el complex Central-Oest de El Mirador està compost pels complexos «Tigre» i «Monos», i els grups «León», «Cascabel», «Cigarras» i «Tres Monos»; a més s'hi troba la Gran Acròpolis Central. Totes aquestes estructures estaven relacionades amb el poder administratiu i estaven situades sobre una plana elevada a la vora de la fondalada «La Jarrilla».
El complex Central-Oest té una muralla concèntrica que consta d'un sistema de murs als costats sud, est i nord que arriben als 3 km de longitud i que confinen els grups arquitectònics més grans en una àrea d'un quilòmetre quadrat; aquests grups majors estan disposats en un eix cruciforme, tenint cap a l'extrem oest al complex «Tigre», al nord el grup «Cascabel», a l'extrem est el grup «Cigarras», mentre que al sud es troba el complex «Monos». Aquestes estructures tenen edificis disposats en el patró triàdic i estan col·locades sobre grans basaments. Així mateix, s'hi han trobat la quantitat més gran d'estels, monuments, i inscripcions primerenques que daten del període preclàssic tardà, època durant la qual van ser construïts la majoria dels edificis piramidals i els grans complexos residencials.

### Els suburbis
Investigacions recents fetes al voltant de El Mirador demostren que aquesta gran ciutat va estar conformada per una xarxa de llocs perifèrics que van ser-ne part important en el desenvolupament cultural. Nous assentaments van ser descoberts al voltant del Mirador, entre els quals podem esmentar: «Los Faisanes», «Sacalero», «Los Pericos», «Pedernal», «La Muerta», «Las Ardillas», «Loro Real», «La Herradura», entre altres. El desenvolupament dels suburbis de El Mirador va passar paral·lel al creixement de l'epicentre, des del preclàssic mitjà amb la fundació de l'assentament de Sacalero i la seva calçada. Posteriorment, al preclàssic tardà, entre 400 i 100 aC, la ciutat s'havia estès cap a tots els punts cardinals.

### Disposició dels edificis

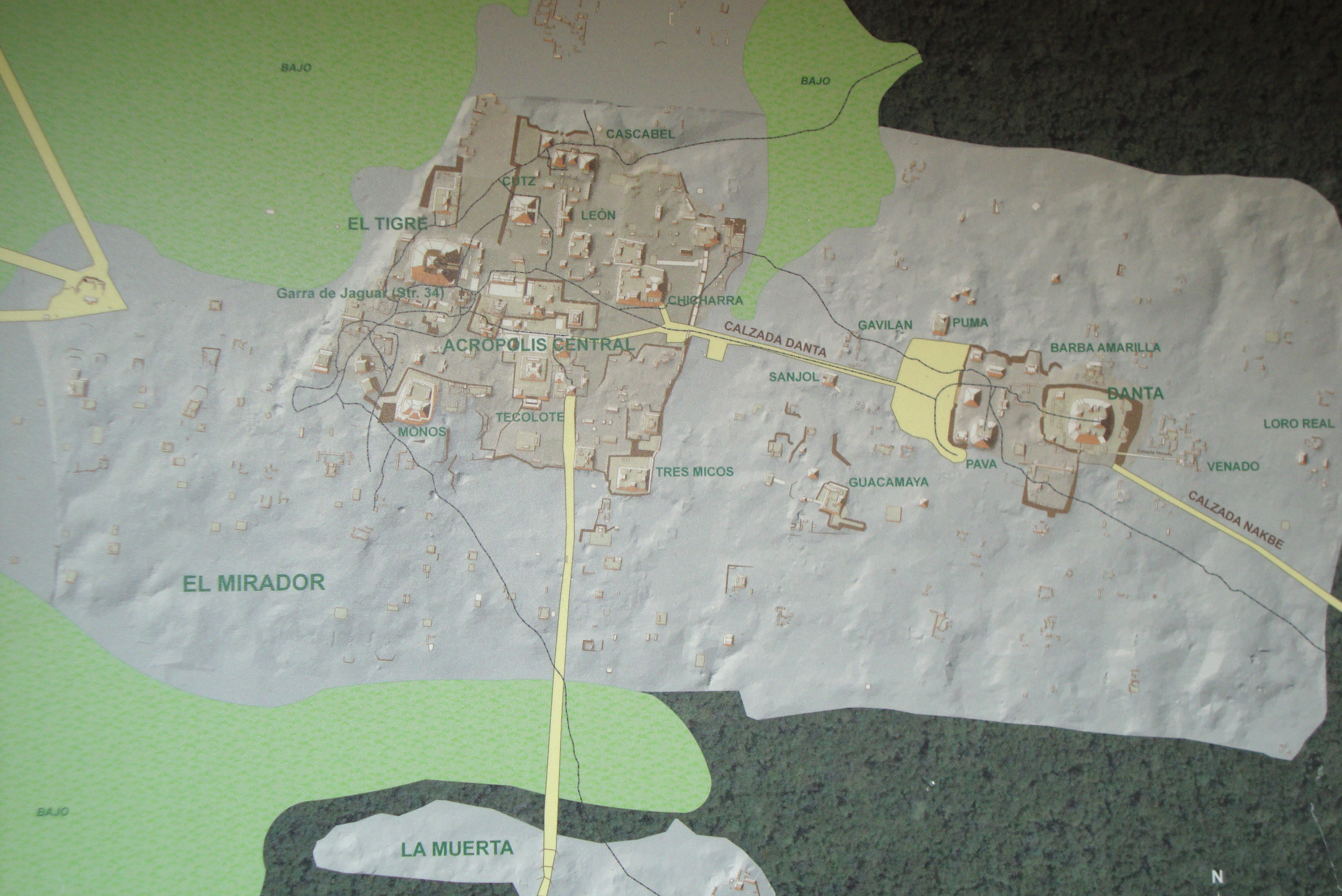
Mapa de El Mirador on s'observa que l'orientació de la ciutat està rotada com a mínim 10° respecte al Nord real.

Estudis publicats el 2009 demostren que hi ha regularitats en l'orientació i disposició de la ciutat del Mirador, que segueixen regles complexes relacionades amb astronomia i cicles del calendari maia, similars a les utilitzades en altres parts de Mesoamèrica posteriorment. Malgrat les dificultats per a aquest estudi derivades que les estructures de la ciutat estan cobertes de vegetació i promontoris de terra i pedra, els estudis realitzats per Hansen i Morales-Aguilar són prou exactes per fer estudis arqueològic-astronòmics.
El mapa elaborat per Morales-Aguilar permet observar que hi ha una rotació de la ciutat respecte als punts cardinals, que és comú a la regió, i també que hi ha alguns patrons geomètrics entre les estructures. De fet, la construcció i orientació de diversos edificis van ser fetes de tal manera que si un observador estava en una, podia utilitzar a l'altra com un marcador exacte per a la posició del Sol en algunes dates determinades de l'any que eren importants per a la cultura maia d'aquesta forma, els constructors van aconseguir crear un horitzó artificial en una regió on no existeixen muntanyes que els serveixin de referència Ara bé, l'orientació de les façanes no tenia una funció astronòmica ni estava relacionada amb la posició de l'edifici, sinó que estava directament relacionada amb el simbolisme del ritual per al qual l'edifici va ser construït D'aquesta forma, les alineacions dissenyades per encaixar amb fenòmens astronòmics importants per als maies servien per recrear i perpetuar l'ordre celestial diví en l'ambient terrenal de la ciutat.

## Clima
La humitat relativa a la regió de Petén segueix el comportament de la precipitació. La humitat relativa és mínima durant el mes d'abril al final del període sec i comença a augmentar a partir del maig, quan s'inicia el període de les pluges més fortes. La humitat relativa mitjana és de 80%, representant valors màxims de 93% al gener i mínims de 48% a l'abril.
El Mirador té un clima tropical (Classificació de Köppen: Aw).